# Dorfkirche Stolzenhain (Schönewalde)

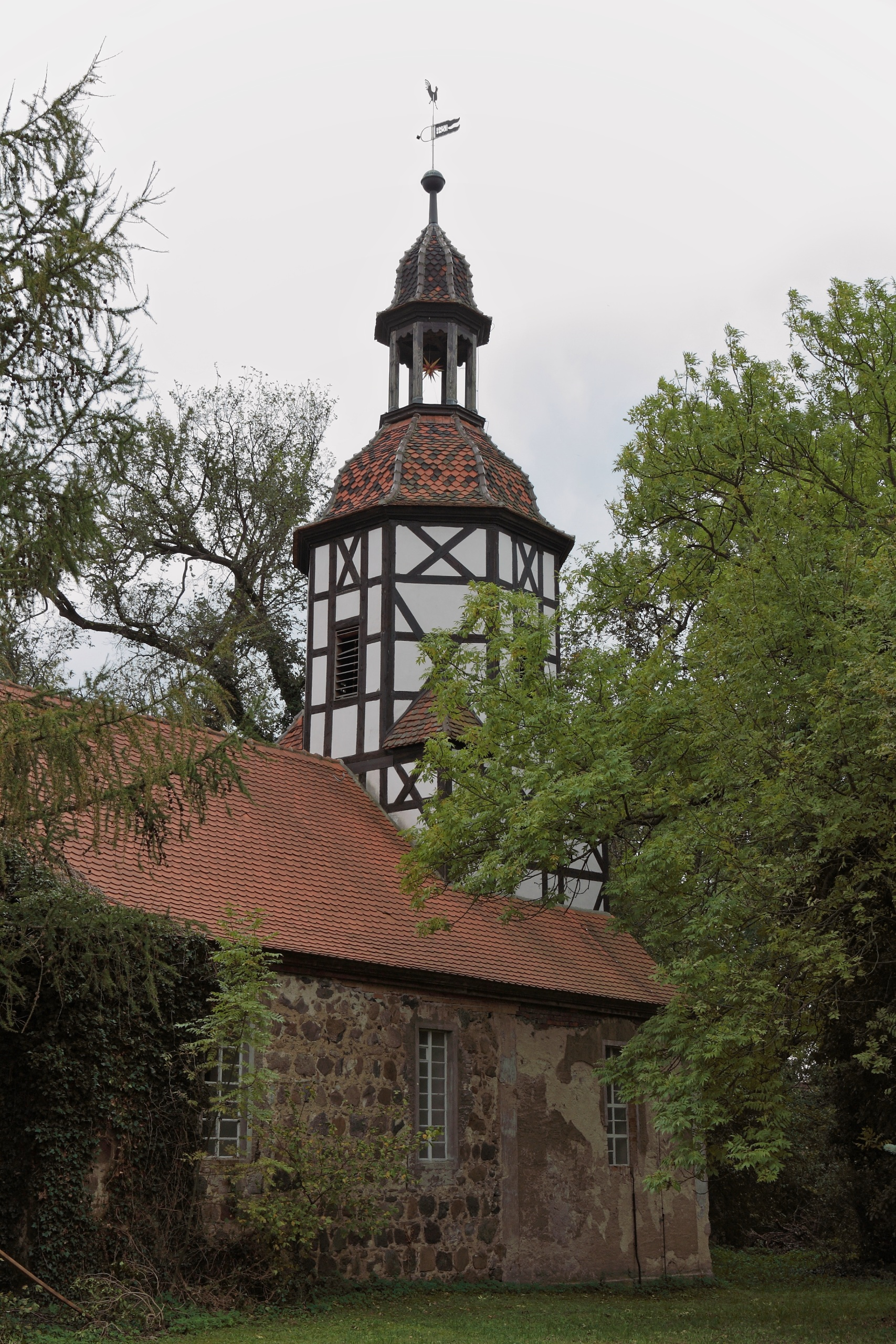
Dorfkirche Stolzenhain

Die evangelische Dorfkirche Stolzenhain ist ein denkmalgeschütztes Kirchengebäude in Stolzenhain, einem Ortsteil der amtsfreien Kleinstadt Schönewalde im südbrandenburgischen Landkreis Elbe-Elster.
In der im 13. Jahrhundert erstmals erwähnten Kirche aus Feldstein befindet sich unter anderem ein wertvolles spätgotisches Bild des westfälischen Malers Derick Baegert, welches zu den wichtigsten Werken des 15. Jahrhunderts der westfälischen Malerei gehört. Unmittelbar der Kirche benachbart liegt südlich das einstige Pfarrgehöft mit einem historischen Fachwerkstall.
Die Kirchengemeinde gehört heute zum Kirchengemeindeverband Schönewalde im Kirchenkreis Bad Liebenwerda der Evangelischen Kirche in Mitteldeutschland.

## Baubeschreibung und -geschichte
Der Feldsteinsaalbau mit kurzem Kirchenschiff stammt aus der Zeit um 1300. Das mit einem Satteldach versehene Kirchenschiff besitzt einen schmaleren langen Rechteckchor, der ebenfalls mit einem Satteldach versehen ist. An der Südseite der Kirche befinden sich zwei Spitzbogenportale, an der Nordseite ein Sakristeianbau.
Der mit einem Fachwerkaufsatz und achteckigem Glockengeschoss versehene westliche Turm wurde in den Jahren 1753 und 1754 errichtet. Hier befindet sich eine im Jahre 1556 von Andreas Bacher geschaffene bronzene Glocke.
Das Bauwerk befindet sich inmitten eines ehemaligen Friedhofs.

## Ausstattung (Auswahl)

### Altar
Die Kirche besitzt einen niederländisch beeinflussten Flügelaltar. Er wurde vom westfälischen Maler Derick Baegert im letzten Viertel des 15. Jahrhunderts geschaffen. Im Mittelbild des Retabels ist das Bild Der heilige Lukas malt die Madonna zu sehen, wovon heute eine weitere Version als Tafelmalerei im westfälischen Landesmuseum in Münster existiert. Auf dem linken Bild ist der schreibende Johannes zu sehen, auf dem rechten der heilige Josef als Zimmermann. Er zählt in der Gegenwart zu den wichtigsten Werken des 15. Jahrhunderts der westfälischen Malerei. Die mit Flachschnitzereien in der Brüstung verzierte Kanzel der Kirche stammt aus dem Jahre 1541.
Die Orgel stammt aus dem Jahr 1876 und wurde vom Merseburger Orgelbaumeister Friedrich Gerhardt geschaffen. Sie besitzt eine mechanische Schleiflade, ein Manual und 9 Register.

### Sakrale Ausstattungsstücke
- Taufstein aus Sandstein
- Taufschale aus Messing mit einem Relief des Sündenfalls aus dem 17. Jahrhundert
- Abendmahlskelch aus Zinn aus der Lindaer Kirche.[2]
- Abendmahlskelch aus Zinn aus dem Jahre 1692[2]
- Innen versilberte Taufkanne aus Messing aus dem Jahre 1865[2]

### Grabmäler
- Barocker Grabstein aus dem Jahre 1756 mit Puto und Kelch (Standort: südliche Chorwand, außen)
- Barocker lorbeergerahmter Doppelgrabstein aus der zweiten Hälfte des 18. Jahrhunderts mit gesenkten Füllhörnern auf sarkophagähnlichem Sockel (Standort: südliche Chorwand, außen)

## Pfarrhaus

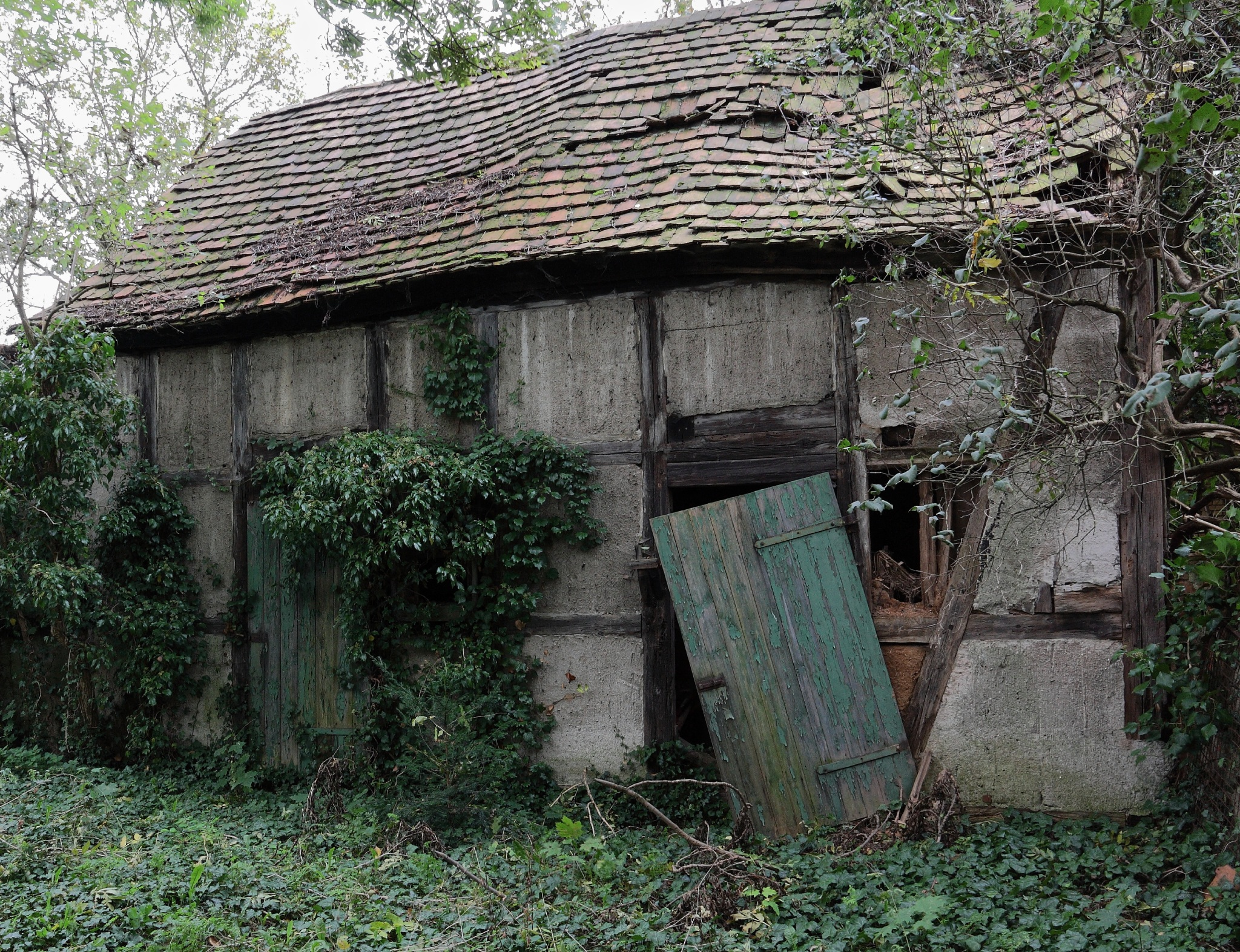
Stallspeicher des Pfarrgehöfts

Das der Kirche benachbarte ortsbildprägende zweigeschossige Pfarrhaus besitzt ein Pfarrgehöft mit einem heute ebenfalls unter Denkmalschutz stehenden Fachwerkstall. Beide Gebäude entstanden in der Mitte des 19. Jahrhunderts. Der Stallspeicher stellt in der Gegenwart das einzige Fachwerkgebäude seines Bautyps in der Region dar. In seinem Inneren finden sich unter anderem unterschiedliche Stallzonen, Lehmboden und eine Holzbalkendecke.